# Янош Вінер
Янош Вінер (угор. Wiener János, нар. 3 березня 1899 — пом. 1968) — угорський футболіст, що грав на позиції захисника. Виступав за клуб «Ференцварош», а також національну збірну Угорщини.

## Клубна кар'єра
Розпочинав виступи у складі «Ференцвароша» у 1914 році. Грав у команді до 1921 року. Загалом у складі клубу зіграв не менше 147 матчів.

## Виступи за збірну
У складі національної збірної Угорщини дебютував у травні 1918 року у грі проти Швейцарії. Загалом зіграв за збірну два матчі.

### Статистика виступів за збірну
| Дата       | Місто    | Господарі | Результат | Гості     | Турнір           | Голи | Примітки |
| ---------- | -------- | --------- | --------- | --------- | ---------------- | ---- | -------- |
| 12/05/1918 | Будапешт | Угорщина  | 2 – 1     | Швейцарія | товариський матч | -    |          |
| 09/11/1919 | Будапешт | Угорщина  | 3 – 2     | Австрія   | товариський матч | -    |          |
| Усього     |          | Матчів    | 2         |           | Голів            | 0    |          |

## Титули і досягнення
- Срібний призер Чемпіонату Угорщини: 1917–18, 1918–19, 1921–22
- Бронзовий призер Чемпіонату Угорщини: 1919–20, 1920–21